# أمناء الحفظ
أمين الحفظ هو الوسيط بين العميل وشركة الحفظ المركزي وهو بمثابة البنك الذي يوضع فيه
العميل أوراقه المالية التي تقوم بدورها بتسجيلها وبعد ذلك يقوم أمين الحفظ بتسليم هذه الاوراق
الي شركة الحفظ المركزي.
وهو المسئول الأول عن حركة حساب العميل والذي يقوم بإعطاء كشف حساب للعميل.
ويقوم بالموافقة أو الرفض على عمليات البيع أو الشراء الذي يرسلها له السمسار (الوسيط) الذي يقوم بالعملية بالبورصة.
جميع شركات الوساطة (السمسرة) مربوطة إلكترونيا مع جميع شركات امناء الحفظ لسرعة أداء العمل بينهم.

## امثله للشركات القائمة بنشاط امناء الحفظ في مصر
| البنك العربى الأفريقي                               | البنك المصري الخليجي                 | بنك اتش اس بي سي مصر ش م م                 |
| البنك العربي ش م ع                                  | بنك بلوم مصر                         | البنك الأهلي المتحد - مصر                  |
| شركة مصر للاستثمارات المالية                        | البنك الوطني المصري                  | بنك قناة السويس                            |
| بنك الشركة المصرفية العربية الدولية                 | البنك التجاري الدولي (مصر)           | البنك الأهلي المصري                        |
| البنك الأهلي سوسيتيه جنرال                          | البنك المصري لتنمية الصادرات         | بنك فيصل الإسلامي المصري                   |
| سيتى بنك                                            | بنك كريدي أجريكول مصر /اكسبريس       | سى أي كابيتال القابضة                      |
| بنك كريدي أجريكول مصر                               | بنك الإسكندرية                       | بنك عودة                                   |
| أمناء حفظ المجموعة المالية هيرميس القابضة           | بنك مصر إيران للتنمية                | دلتا القابضة للاستثمارات المالية           |
| أمناء حفظ سيجما كابيتال القابضة للاستثمارات المالية | بنك القاهرة                          | النعيم القابضة للاستثمارات                 |
| بنك كريدي أجريكول مصر / الإسكندرية                  | بنك مصر                              | اتش سي للاوراق المالية والاستثمار          |
| بلتون سيكيورتيز هولدنج                              | بايونيرز القابضة للأستثمارات المالية | جراند انفستمنت القابضة للاستثمارات المالية |
| بنك البركة مصر                                      | بنك بي أن بي باريبا                  | فاروس القابضة للاستثمارات المالية          |
| بنك باركليز مصر                                     | الجذور القابضة للاستثمارات المالية   | فاروس القابضة للاستثمارات المالية          |
| البنك الاهلي سوستية جنرال / جلوبال                  | بنك بيريوس - مصر                     | حلوان القابضة للاستثمارات المالية          |
| ميجا انفستمنت القابضة للاستثمارات المالية           | برايم القابضة للاستثمارات المالية    | -                                          |

## انظرأيضا
- مصر للمقاصة والقيد والإيداع المركزي
- البورصة المصرية
- سوق الأوراق المالية

## وصلات خارجية
- شركة مصر للمقاصة والقيد والإيداع المركزي
- الهيئة العامة للرقابة المالية